# أسامة بن جعفر فقيه
أسامة بن جعفر إبراهيم فقيه . ولد في المدينة المنورة سنة 1943 م، شغل منصب وزير التجارة في الفترة من 1995 وحتى 2003، حيث قاد الجهود التي أدت إلى انضمام المملكة أخيراً إلى منظمة التجارة العالمية عام 2005 ، شغل منصب رئيس ديوان المراقبة العامة في الفترة من 2003 وحتى 2016

## مؤهلاته العلمية
- الثانوية: ثانوية طيبة بـ المدينة المنورة.
- بكالوريس : إدارة أعمال -محاسبة- من جامعة الرياض (جامعة الملك سعود حالياً)
- ماجستير : إدارة أعمال من جامعة أريزونا بالولايات المتحدة الأمريكية
- التحق بعدة دورات في مجال البنوك منها : دورة بنك التنمية الألماني، ودورة البنك الدولي للإنشاء والتعمير ودورة بنك طوكيو
- التحق بعدة دورات جامعية منها : دورة جامعة سيري ودورة جامعة كامبريدج

## مناصبه
- معيد في كلية العلوم الإدارية جامعة الرياض (جامعة الملك سعود حالياً)
- محاضر في كلية العلوم الإدارية جامعة الرياض (جامعة الملك سعود حالياً)
- مدير إدارة رأس المال والقروض في الصندوق السعودي للتنمية
- وكيل وزارة المالية المساعد للتعاون الإنمائي الدولي
- وكيل وزارة المالية لشؤون التعاون الاقتصادي
- رئيس مجلس إدارة ومدير عام صندوق النقد العربي، بالإضافة إلى رئيس مجلس إدارة برنامج التمويل العربي التابع لصندوق النقد العربي
- رئيس مجلس محافظي صندوق الأوبك للتنمية
- رئيس البنك الإسلامي للتنمية ،رئيس المؤسسة الإسلامية لتأمين الاستثمار وائتمان الصادرات
- وزير التجارة والصناعة السعودي
- رئيس ديوان المراقبة العامة

| سبقه سليمان السليم | وزير التجارة والصناعة السعودي 1415هـ - 1423هـ | تبعه هاشم بن عبد الله يماني |